# PuC
De puC is een koffiezetapparaat dat ontwikkeld is door het Nederlandse kantoor van Meccano Asia en door de Ahold Coffee Company op de markt werd gezet als een concurrent van de Senseo van Philips en Douwe Egberts. Het apparaat kan gewone koffie maken, maar door toevoeging van 'cups' ook diverse andere smaken. De pads voor de puC, Senseo en de Amerikaanse Home Cafe-systemen en andere die de 62 millimeterpad gebruiken, zijn uitwisselbaar. Het apparaat werd in oktober 2007 geïntroduceerd en was binnen een week bij de meeste verkooppunten al uitverkocht. Vervolgsucces is uitgebleven. De verkoop na drie maanden is slechts 'enkele tienduizenden exemplaren'. In 2009 werd aangekondigd de productie te staken.

## Voordelen
puC beweerde vele voordelen te hebben ten opzichte van zijn concurrenten, zoals de Senseo:
- Het apparaat hoeft niet eerst op te warmen maar is direct op temperatuur. In een uitzending van het televisieprogramma Kassa werd echter gemeld dat de eerste kop koffie vaak net niet warm genoeg is.[4]
- puC heeft een groter waterreservoir van 1,8 liter, wat genoeg is voor 15 kopjes.
- De koffie wordt met een hogere druk gezet, wat de smaak ten goede moet komen.[5]
- Het apparaat heeft een gescheiden heetwateruitloop, waardoor het geschikt is voor het zetten van thee of instant soep zonder koffiesmaak.
- puC maakt naast standaard koffiepads ook gebruik van speciale cups met een vloeibaar zuivelproduct. Hiermee kan onder andere cappuccino worden gemaakt.
- De puC zet een kopje drink-klare koffie in 25 seconden, de Senseo doet hier ruim 1,5 minuut over. De puC is dus ruim 3x zo snel.[6]

## Cups
Door het gebruiken van speciale cups, naast een koffiepad, kunnen verschillende smaken koffie gezet worden. Door middel van een hete waterstraal spuit het apparaat, tijdens het koffie zetten, het vloeibare zuivelproduct uit de cup in het kopje. De binnenkant van de puC is zo ontworpen dat er een soort wervelstormpje van schuim ontstaat. Hiermee krijgt de cappuccino een schuimlaag.

## Ontwikkeling
Het idee van de pad is in 1999 door Illy geïntroduceerd met de ESE Pod voor espresso. De puC is niet geschikt voor deze ESE Pod maar gebruikt 62 millimeterpads net zoals die ook in de Senseo-koffiezetter worden gebruikt.
Voor het toevoegen van smaak kunnen cups worden gebruikt. Dit systeem is vergelijkbaar met andere systemen. De puC is een hybride vorm waarbij de pad alleen maar voor de koffie worden toegepast en de cups alleen maar voor de smaak. Andere systemen gebruiken de cups ook voor de koffie.
Douwe Egberts claimde enkele patenten op het Senseo-systeem. De patenten voor de pads zijn in 2006 al afgewezen. Douwe Egberts had destijds aangekondigd te onderzoeken of het puC-apparaat geen van zijn patenten schendt.
Wegens de tegenvallende verkoop heeft Ahold besloten de productie in 2009 alsnog te staken.